# Пулоди, Парвиз
Парви́з Пулоди́ (тадж. Парвиз Пӯлодӣ, перс. پرویز پولادی‎, настоящее имя — Парвиз Пуладович Абдулазизов, тадж. Абдулазизов Парвиз Пӯлодович; род. 12 декабря 1970,село Гиссарская крепость, Гиссарский район, Таджикская ССР, СССР) — таджикский композитор, певец, актёр театра и кино.

## Биография
Парвиз родился 12 декабря 1970 года в кишлаке Калай Гиссар вблизи города Гиссар в семье сельского учителя. Выпускник Московского высшего театрального училища им. Щепкина при Малом театре.
С 1992—2010 год был актёром Государственного Молодежного театра имени М. Вахидова, где сыграл около 40 ролей.
В 2010—2014 годах был заведующим отделом культуры Гисарского района.
Сыграл семь ролей в таджикских кинолентах, в том числе в таких, как: «Такдир», «13 солу се мох», «Таксист», «Дымящие горы». Снимается в российском кино.
Позднее работал режиссёром на Первом канале таджикского телевидения, активно участвовал в дубляже популярных кинокартин на телевидении «Сафина».
Был певцом государственного ансамбля танца «Лола» и ансамбля «Сипар» МВД РТ. Затем возглавял отдел культуры исполнительного органа государственной власти города Гиссар.

## Личная жизнь
Парвиз подробности своей личной жизни не афиширует. Известно лишь, что у него есть сын — Ромиз, который родился в октябре 1993 года.

## Творчество

### Кино
Снимался в таджикских кинолентах. С 2018 года снимается в российском кино, дебютировав в военной драме «Операция Мухаббат».
В 2021 году сыграл главную роль в комедии «Лена и справедливость», где его напарницей выступила Анна Уколова. В центре сюжета — продавщица Лена, женщина с сильным характером, которая буднично сражается за свое счастье, любовь и справедливость.

## Фильмография
- 2018 — «Операция Мухаббат»
- 2019 — «Братство»
- 2020 — «Один на миллион»[14][15]
- 2021 — «Последняя добыча охотника»[16]
- 2021 — «Лена и справедливость»
- 2022 — «Любовь-морковь: Восстание машин»
- 2022 — «Нереалити»[17]
- 2022 — «СМЕРШ. Продолжение» обратный отчёт
- 2020 — «Путь наставника»
- 2023 — «Унгерния»
- 2024- Только ты
- 2024 Невеста из России
- 2024 "Черный заяц- белый заяц" ( страна Иран, в производстве)
- 2024 "Тропа гнева " ( киностудия Лендок РФ,в производстве)

## Награды
Награжден медалью «За заслуги перед обществом».
Медаль " За заслуги в культуре и искусстве" РФ 2023г.

## Дискография

### Синглы
- 2017 — «Дил ба ту додам»[18]
- 2020 — «Модар»[19]